# Ambulante Kodierrichtlinien
Die Ambulanten Kodierrichtlinien (AKR) legen fest, wie Diagnosen von ambulant behandelten Patienten im deutschen Gesundheitssystem für die Abrechnung zu kodieren sind. Sie bauen auf dem nach wie vor gültigen internationalen Schlüsselsystem ICD-10-GM (Statistical Classification of Diseases and Related Health Problems, Release 10, German modification) auf, zu dem sie auf rund 160 Seiten Erläuterungen geben.

## Geltungsbereich
Ab dem 1. Januar 2011 gelten die AKR für alle Ärzte, Psychologische Psychotherapeuten und Kinder- und Jugendlichenpsychotherapeuten, die ambulante und belegärztliche Leistungen zu Lasten der gesetzlichen Krankenversicherung abrechnen. Sie sind sowohl im Kollektiv- als auch in Selektivverträgen verbindlich. Sie gelten auch für ambulante Behandlungen im Krankenhaus für Abrechnungszwecke. Ausgenommen sind bislang noch die nach § 115b des Fünften Buches Sozialgesetzbuch (SGB V) im Krankenhaus durchgeführten ambulanten Operationen und stationsersetzenden Eingriffe.
Die Dokumentation zu medizinischen Zwecken bleibt unberührt.
Im stationären Bereich gelten seit 2001 die Deutschen Kodierrichtlinien.

## Entstehung
Ärzte und Psychotherapeuten sind bereits seit dem Jahr 2000 verpflichtet, nach ICD-10-GM zu kodieren. Bei der Anwendung der ICD-10-GM bestehen teilweise Unklarheiten beziehungsweise Interpretationsspielräume, die mit den AKR behoben werden sollen. Hintergrund ist, dass der Gesetzgeber im GKV-Wettbewerbsstärkungsgesetz von 2007 die Vergütung im Gesundheitswesen stärker an die Morbidität gebunden hat. Auch der Finanzausgleich unter den Krankenkassen über den Gesundheitsfonds ist an die Morbidität geknüpft. Genaue Daten über die Krankheitshäufigkeiten gewannen damit an Bedeutung. Sie lassen sich nur aus den kodierten Diagnosen entnehmen. Der Gesetzgeber verpflichtete deshalb in § 295 Abs. 3 SGB V die Selbstverwaltung, die Kodierregeln zu präzisieren. Die Federführung bei der Erstellung der AKR hatte das Institut des Bewertungsausschusses inne. Im 3. Quartal 2010 haben rund 90 Ärzte und Psychotherapeuten in Bayern die neuen Richtlinien (in der Version 2010) getestet. Anschließend wurden sie überarbeitet. Um die Kodierung für Hausärzte praktikabler zu machen, erstellte das Zentralinstitut für die kassenärztliche Versorgung eine Lösung bis Mitte 2011.
Die AKR (in der Version 2011) sollten am 1. Januar 2011 in Kraft treten. Es galt zunächst eine Übergangsphase bis zum 30. Juni 2011, auf die sich der Spitzenverband der Krankenkassen und die Kassenärztliche Bundesvereinigung verständigt haben. In diesen sechs Monaten sollten die Ambulanten Kodierrichtlinien bereits angewendet werden, die Krankenkassen hätten jedoch noch keine Anträge auf Plausibilitätsprüfungen wegen Kodierfehlern stellen dürfen. In einer Sitzung am 8. April 2011 beschloss die Vertreterversammlung der Kassenärztlichen Bundesvereinigung, die Übergangsfrist bis zum 1. Januar 2012 zu verlängern. Zugleich wurde vereinbart, das die verbindliche Anwendung nur in ausgewählten Praxen vorgeschrieben sein soll. Da der Gesetzgeber den Beschlüssen der KBV nicht folgte, wurde die Einführung der ambulanten Kodierrichtlinien schließlich aufgehoben.

## Aufbau
Das Regelwerk besteht aus einem allgemeinen und einem speziellen Teil. Der allgemeine Teil enthält elf fachbereichsübergreifende Vorgaben zum Kodieren (A01 bis A11). Die speziellen Kodierrichtlinien in Teil B sind analog zu den Kapiteln in der ICD-10 gegliedert und enthalten bislang Regeln zu 61 Kodebereichen für ausgewählte komplexe Krankheitsbilder.

## Neuerungen gegenüber ICD-10
Mit den neuen Regeln sollen die ICD-Schlüssel so spezifisch wie möglich ausgewählt werden. Dabei gelten die speziellen Kodierrichtlinien vor den allgemeinen und diese vor den Regeln in der ICD-10-GM selbst.
Erstmals ist verbindlich festgelegt, was alles zu einer Behandlungsdiagnose gehört und was nicht: Alle Diagnosen, für die der Arzt bzw. Psychotherapeut im abzurechnenden Quartal Leistungen zu Lasten der gesetzlichen Krankenkassen erbringt oder die im Zusammenhang mit erbrachten Leistungen stehen. Nicht zu übermitteln sind anamnestische Diagnosen ohne Leistungsbezug im abzurechnenden Quartal und Zufallsbefunde ohne weiterführende Diagnostik oder Therapie. Diagnosen, die im entsprechenden Quartal ausschließlich durch Individuelle Gesundheitsleistungen behandelt werden, sind ebenfalls keine Behandlungsdiagnosen und somit nicht zu übermitteln.
Die AKR werden von den Herstellern der Praxisverwaltungssysteme in die Software eingebunden und lassen sich dort anzeigen. Die Software überprüft fortlaufend, ob die Diagnosen untereinander und mit den Abrechnungsziffern zusammenpassen. Eine Fehlermeldung zeigt an, wenn eine Position aus dem Einheitlichen Bewertungsmaßstab zwingend einen bestimmten ICD-Kode voraussetzt. Bei kleineren Unstimmigkeiten, wie etwa unpassenden Zusatzkennzeichen, gibt die Software eine Hinweismeldung. In der Übergangsphase sind diese Hilfsfunktionen nicht automatisch aktiv.
Eine Übernahme von Diagnosen aus dem Vorquartal, auch bei Dauerdiagnosen, darf nur erfolgen, wenn sie die Kriterien einer Behandlungsdiagnose erfüllen, d. h. Leistungen verursacht haben oder damit in Zusammenhang stehen. In der Praxissoftware lassen sich bei jedem Patienten die regelhaft behandlungsrelevanten und die anamnestischen Diagnosen kennzeichnen. In einem neuen Quartal können die behandlungsrelevanten Diagnosen en bloc übernommen, einzelne abgewählt oder weitere ergänzt werden.

## Aussetzung der Ambulanten Kodierrichtlinien mit Wirkung ab 1. Juli 2011
Nach dem Kabinettsentwurf des GKV-Versorgungsstrukturgesetzes (Stand: 3. August 2011) soll die gesetzliche Verpflichtung nach § 295 Abs. 3 Satz 2 SGB V zur Vereinbarung von ambulanten Kodierrichtlinien (AKR) gestrichen werden. Begründet wird dies mit dem Ziel, Überregulierungen im vertragsärztlichen Vergütungssystem abzubauen. Vorausgegangen war ein breiter Widerstand der Ärzteschaft gegen die AKR. Um der absehbaren gesetzlichen Neuregelung Rechnung zu tragen, haben sich die Partner der Bundesmantelverträge auf eine Aussetzung der ursprünglich zum 1. Juli 2011 vorgesehenen Einführung der AKR geeinigt. In diesem Zusammenhang stellen die Partner der Bundesmantelverträge gemeinsam fest, dass ohne die AKR eine flächendeckende Qualitätssicherung der Diagnosen 2011 und in den Folgejahren nicht erreicht werden kann.